# Джек Брюс
Джек Брюс (англ. Jack Bruce, справжнє ім'я Джон Саймон Ешер «Джек» Брюс, англ. John Symon Asher «Jack» Bruce; 14 травня 1943, Ланкашир, Шотландія — 25 жовтня 2014) — шотландський музикант — вокаліст, басист, гітарист, клавішник, композитор, продюсер. Найбільше відомий як учасник рок-гурту Cream. Також брав участь у записах таких відомих музикантів як Джон Майалл, Лу Рід, Френк Заппа, гуртів Rolling Stones та Black Sabbath.
Автор відомих щоденників.

## Біографія
1960 року Брюс отримав стипендію на навчання у Royal Scottish Academy Of Music (композиторське відділення та відділення гри на віолончелі), однак несподівано припинив навчання і почав у багатьох різних формаціях використовувати свою досконалу техніку гри на бас-гітарі, поєднуючи елементи фрі-джазу з хард-роком. 1962 року Джек переїхав до Лондона, де потрапив до кола виконавців ритм-енд-блюзу, спочатку як учасник гурту Алексіса Корнера, а пізніше як ключова постать формації Graham Bond Organisation (в цій групі також був його майбутній колега по Cream Джинджер Бейкер).
Після недовготривалої співпраці з Bluesbreakers Джона Мейелла та Менфредом Менном, Брюс разом з колегами з гурту Бонда та Bluesbreakers— Джинджером Бейкером та Еріком Клептоном — утворив гурт Cream. Цей гурт за свою недовгу кар'єру досяг таких музичних висот, яких іншим не вдавалось досягти й за триваліший час. У період діяльності Cream Брюс відпрацював дуже специфічний вокальний стиль, а, граючи на гармоніці, проявив себе як талановитий музикант. Однак найкраще враження справляла його натхненна гра на бас-гітарі, завдяки чому він популяризував цей інструмент, до якого тоді у рок-музиці ставились досить погано. Молоді музиканти сімдесятих та вісімдесятих вважали постать Брюса та його гру головним аргументом їх зацікавленості бас-гітарою.
Після розпаду Cream Брюс видав незвичний сольний альбом Song For A Tailor, у запису якого взяли участь багато відомих джаз-рокових музикантів. На цій платівці Брюс продовжив ефективну співпрацю з Пітом Брауном, разом з яким вони створили такі класичні твори Cream, як «White Room» та «SWLABR». Насичені незвичними, сюрреалістичними образами тексти Брауна досконало пасували до повних шаленості, гарно складених басових партій Брюса, а такі твори, як «Theme For An Imaginary Western» та «Weird Of Hermiston» дозволили Джеку показати себе у ролі вокаліста.
На початку сімдесятих років ціла серія досконалих альбомів, а також співпраця з різними відомими музикантами тримали Брюса на хвилі популярності, а його приєднання до формації Lifetime Тоні Уїлльямсона та створення власного гурту West Bruce & Laing, разом з Леслі Уестом (Leslie West) — гітара та Корні Лійнгом (Corky Laing) — ударні, зміцнили його позиції у рок-джазовому світі. До складу наступного гурту Jack Bruce & Friends ввійшли джазовий гітарист Леррі Коррілл (Larry Corryell) і колишній ударник Джимі Хендрікса Мітч Мітчелл (Mitch Mitchell). У цей незвичайно плодовитий і водночас завантажений період Брюс таки знайшов час записати вокальну партію на класичному альбомі джазової піаністки Карлі Блей Escalator Over The Hill.
1979 року Брюс концертував вже як учасник Mahavishnu Orchestra Джона Маклафліна, а вісімдесяті роки розпочав утворенням нової формації Jack Bruce Band, до складу якої також ввійшли: колишній учасник гуртів Bakerloo, Coloseum та Humble Pie Дейв «Клем» Клемисон (Dave «Clem» Clempson) — гітара та Дейвід Сенжіос (David Sanciouns) — гітара. Гурт здобув найбільшу популярність у Німеччині, де дуже часто концертував.
Черговий проект Брюса — хард-рокове тріо BLT, яке він утворив разом з гітаристом Робіном Трауром (Robin Trower) та ударником Біллом Лорданом (Bill Lordan), припинило свою діяльність після запису двох погано сприйнятих альбомів. Взагалі, у вісімдесятих роках кар'єра Брюса втратила свою пишність, а він сам боровся з алкогольно-наркотичними проблемами.

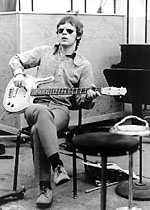
Джек Брюс, 1967 рік

1986 року на музичному ринку з'явився несподіваний альбом Automatic. Це низькобюджетне видання презентувало Брюса, який грав під акомпанемент перкусійної машини, що невдало підходило до образу музиканта, що завжди співпрацював з видатними інструменталістами. Краще враження справив виданий 1990 року альбом A Question Of Balance, яким Брюс зробив спробу повернутися на стару стежку музичної слави. Однак довелося головним чином розраховувати на підтримку старих фанів.
1993 року після двадцятип'ятирічної перерви Брюс з колегами по Cream виступив у лос-анджелеському готелі «Century Plaza» під час імпрези, що була присвячена введенню Cream до Зали слави рок-н-ролу. У березні того ж року фірмою «CMP Records» було видано черговий сольний альбом Брюса Somethin Els, у запису якого взяли участь Ерік Клептон, Клем Клемпсон та Меггі Рейлі, а на початку 1994 року на музичному ринку з'явилася платівка з записом нью-йоркського концерту, який відбувся у грудні 1993 року, під час якого разом з Брюсом виступило багато відомих музикантів. Ще під кінець 1993 року Джек Брюс та Джинджер Бейкер вирішили повернути стару славу і поліпшити своє фінансове становище. Об'єднавшись з Гері Муром вони створили тріо ВВМ. Однак після запису єдиної платівки та через непорозуміння, що виникли під час промоційного турне, музиканти розійшлися. Після розпаду ВВМ Брюс відновив сольну діяльність, і як результат — у вересні 1995 року з'явився альбом Monkjack. Також того року з'явилися його старі записи для радіо BBC на платівці «BBC Live In Concert».
У 2005 році знову відбулось возз'єднання класичного складу Cream в Royall Albert Hall. Гурт відіграв тут 4 ночі: 2,3,5 і 6-ого травня. (До речі, саме тут вони відіграли свій останній концерт 26 листопада 1968 року).
Помер Джек в 2014 році від раку печінки (хоча йому робили трансплантацію, здається, в 2003), в віці 71 рік. Його похорони відбулися в Лондоні 5 листопада 2014 року, на них були присутні Клептон, Бейкер (комусь може здатись це дивним, але це правда) і відомі музиканти Філ Манзанера, Гері Брукер, Вернон Рід і Нітін Соні серед інших. Десятки людей зібралися в крематорії Голдерс-Грін, щоб віддати останню данину, співаючи «Morning Has Broken», «Strawberry Fields Forever» і «Theme for an Imaginary Western». Пізніше останки Брюса були кремовані, а потім поховані на приватній сімейній церемонії 31 грудня 2014 року в крематорії.

## Вплив
Стів Андерсон, написавши в The Independent, сказав: «Він став одним із найвідоміших і найвпливовіших бас-гітаристів у році». Ерік Клептон написав у Facebook про Брюса: «Він був чудовим музикантом і композитором, а також величезним джерелом натхнення для мене» і склав акустичну пісню на його честь. Гітарист Black Sabbath Тоні Айоммі написав у Twitter, що Брюс був його улюбленим бас-гітаристом, сказавши, що «він був героєм для багатьох», а басист Black Sabbath Гізер Батлер вважав його своїм «найбільшим впливом і улюбленим бас-гітаристом». Басист і співак Rush Гедді Лі написав: «Один із найкращих рок-басистів, які коли-небудь жили, і справжнє та глибоке натхнення для незліченних музикантів. Він був одним із моїх перших бас-героїв і мав великий вплив на мою гру та музику». Джинджер Бейкер висловився так: «Ми повертаємось далеко назад, я називав його "крихітним Джеком". Це велика втрата для світу і я дуже засмучений...минуло досить багато часу, відколи я востаннє з ним розмовляв, але він був унікальним, його підхід до музики зробив його особливим».
Пишучи в The Sunday Times у 2008 році, Ден Кернс припустив: «Багато хто вважає його одним із найкращих бас-гітаристів усіх часів». Пишучи в The Daily Telegraph, Ніл МакКормік сказав: «Був час, коли Джек Брюс був синонімом бас-гітари в історії рок-музики, коли його вважали найкращим на чотирьох струнах». Роджер Уотерс з Pink Floyd описав Брюса як «ймовірно, найбільш музично-обдарованого басиста, який будь-коли був».

## Дискографія

### Cream
- 1966: Fresh Cream
- 1967: Disraeli Gears
- 1968: Wheels Of Fire
- 1969: Goodbye
- 1970: Live Cream
- 1972: Live Cream Volume II
- 2005: Royal Albert Hall London May 2-3-5-6, 2005

### Сольна діяльність
- 1969: Songs for a Tailor
- 1970: Things We Like
- 1971: Harmony Row
- 1974: Out of the Storm
- 1975: The Jack Bruce Band Live '75 2CD
- 1977: How's Tricks
- 1978: Jet Set Jewel
- 1980: I've Always Wantes To Do This
- 1980: Greatest Hits
- 1982: Truce
- 1986: Automatic
- 1989: Willpower
- 1990: A Question Of Time
- 1993: Somethin' Els
- 1994: Cities Of The Heart
- 1995: Monkjack
- 1995: BBC Live In Concert
- 2001: Shadows in the Air
- 2003: Rope Ladder to the Moon
- 2003: More Jack Than God

### West, Bruce & Laing
- 1972: Why Dntcha
- 1973: What Ever Turns You On
- 1974: Live & Kicking

### BBM (Bruce Baker Moore)
- 1994: Around The Next Dream